# Renard du désert austral
 (février 2024).
Si vous disposez d'ouvrages ou d'articles de référence ou si vous connaissez des sites web de qualité traitant du thème abordé ici, merci de compléter l'article en donnant les références utiles à sa vérifiabilité et en les liant à la section « Notes et références ».
Lycalopex sechurae
Espèce
Répartition géographique
Synonymes
- Pseudalopex sechurae Thomas, 1900

Statut de conservation UICN

 NT  : Quasi menacé
Le renard du désert austral (Lycalopex sechurae ou syn. Pseudalopex sechurae) est aussi appelé renard du désert de Sechura.

## Description
Le renard du désert austral est un petit canidé qui mesure entre 50 et 78 cm de long et pèse de 2,6 à 4,2 kg. Il a une queue qui mesure de 27 à 34 cm. Son pelage est gris sur une grande partie du corps, et il contient aussi du blanc ou couleur crème sur les parties inférieures, ainsi que des taches brun rougeâtre sur le dos des oreilles, autour des yeux et sur les jambes. Le museau est gris foncé, et une bande grise traverse la poitrine. Le bout de sa queue est noir. Ce renard a de petites dents, adaptées pour se nourrir d'insectes et de plantes sèches.

## Écologie
Le renard du désert austral est un omnivore opportuniste se nourrissant de fruits, de graines, de petits vertébrés, de crustacés, d'insectes et de scorpions,. Il peut se nourrir exclusivement de végétaux quand cela est nécessaire.
Le renard du désert austral est principalement nocturne, il passe la plupart de ses journées dans des tanières souterraines. Il est généralement solitaire, et parfois vu voyageant en couple. Les renardeaux naissent en octobre et novembre. On ne connaît malheureusement rien d'autre sur son comportement reproducteur.

## Habitat
Le renard du désert austral a été découvert dans le désert du Sechura. Il réside dans les environnements arides du sud-ouest de l’Équateur et de l'ouest du Pérou jusqu'à une altitude de 1 000 m. Dans cette région, il a été signalé dans les contreforts occidentaux des Andes jusqu'à la côte, habitant les déserts, les forêts sèches, et des plages.
Plusieurs fossiles de renards du Sechura ont été découverts datant de la fin du Pléistocène en Équateur et au Pérou. Les analyses génétiques suggèrent que le plus proche parent vivant de ce renard est le renard de Darwin, qui est originaire du Chili.

## Menaces
Les menaces les plus importantes pour le renard du désert austral sont la chasse et le commerce des fourrures. Il est persécuté en raison des dommages qu'il cause au bétail.
La vente illégale de renardeaux, ainsi que la fabrication de produits artisanaux à partir de sa fourrure se produit principalement dans les marchés de Tumbes, Chiclayo, Piura et Lima au Pérou.
Le renard du désert austral est également confronté à une certaine pression dans les zones agricoles et d'urbanisation et à la dégradation de ses habitats. En effet, la réduction ou la perte de l'habitat est considérée comme la principale menace pour cette espèce en Équateur.

## Statut et conservation
Le renard du désert austral est une espèce inscrite sur la Liste rouge de l'IUCN dans la catégorie quasi menacé (NT).
Entre 1975 et 2000, une autorisation gouvernementale était nécessaire pour chasser l'espèce au Pérou. Depuis 2000, la chasse en dehors des secteurs établis et le commerce ont été interdits. La police et le ministère de l'Agriculture sont responsables du contrôle du commerce illicite. Cependant, il s'est avéré particulièrement difficile de contrôler le commerce dans les zones rurales et dans certaines villes. Actuellement, il n'y a pas de traités ou de conventions internationales relatives à cette espèce.
Aujourd'hui, il est protégé à Santa Catalina de Chongoyape, une communauté rurale du département de Lambayeque, parce qu'il est considéré comme important pour le tourisme et comme disséminateur de graines. Certains spécimens sont conservés dans des zoos comme le zoo de Parque de las Leyendas (26 spécimens) et le zoo d'Atocongo (3 spécimens) à Lima.